# 小行星11496
小行星11496（11496 Grass）是一颗绕太阳运转的小行星，为主小行星带小行星。该小行星于1989年1月10日发现。

## 轨道参数
小行星11496的轨道半长轴为2.6139478 UA，离心率为0.139。